# Bobrîci, Luhînî
Bobrîci (în ucraineană Бобричі) este un sat în comuna Cervona Voloka din raionul Luhînî, regiunea Jîtomîr, Ucraina.

## Demografie
Componența lingvistică a localității Bobrîci
     Ucraineană (99,26%)
     Alte limbi (0,74%)
Conform recensământului din 2001, majoritatea populației localității Bobrîci era vorbitoare de ucraineană (99,26%), existând în minoritate și vorbitori de alte limbi.